# Fernand Grenier
Pour les articles homonymes, voir Fernand Grenier (homonymie) et Grenier (homonymie).
Fernand Grenier, né le 9 juillet 1901 à Tourcoing (Nord) et mort le 12 août 1992 à Saint-Denis (Seine-Saint-Denis), est un dirigeant du Parti communiste français (PCF), conseiller municipal et député de la ville de Saint-Denis. 
Participant activement à la Résistance pendant la Seconde Guerre mondiale, il est le représentant du PCF et des Francs-tireurs et partisans (FTP) auprès du général de Gaulle à Londres, Il est député à l'assemblée consultative provisoire à Alger, puis commissaire à l'Air (civil et militaire) du Comité français de libération nationale, puis du gouvernement provisoire formé par De Gaulle à Alger (avril-septembre 1944).
Il est l'auteur de l'amendement du 21 avril 1944 accordant aux femmes le droit de vote et d'éligibilité. 

## Biographie

### 1901-1932: militant communiste d'Halluin (Nord)
Fernand Grenier naît le 9 juillet 1901 à Tourcoing d'un père domestique et d'une mère sans profession, tous deux nés en Belgique. Il passe son enfance à Tourcoing où il obtient le certificat d'études, et devient apprenti puis ouvrier boulanger. Il est ensuite employé municipal de la commune d'Halluin dans la banlieue lilloise.
Il adhère au Parti communiste juste après le Congrès de Tours, en 1922, et devient secrétaire de la section des Jeunesses communistes d'Halluin. En novembre 1924, il suit les cours de l'« École léniniste » de Bobigny, au côté de Jacques Duclos et se fait remarquer par ses capacités à écrire dans les journaux syndicaux et politiques. Promu à des responsabilités au sein de la région Nord du Parti communiste, en 1926, il est condamné un an plus tard à huit mois de prison pour « provocation de militaires à la désobéissance » à la suite d'un article publié dans L’Avant-Garde, le journal de la jeunesse communiste.

### 1933-1939: vainqueur de Doriot à Saint-Denis
Soupçonné de trotskisme en 1930 à cause de son amitié avec Albert Cornette, secrétaire de la CGTU, il connaît une brève période de disgrâce jusqu'en 1932 où il reprend des responsabilités dans le Nord, puis comme permanent du Comité central, à Paris où il est chargé de l'animation de l'Association des Amis de l'Union soviétique (AUS), fonction qu'il conserve jusqu'en 1939. En 1933, il séjourne un mois en URSS. L'association compte 70 000 adhérents en 1936 et sa revue Russie d'aujourd'hui est tirée à plus de 130 000 exemplaires.
En 1935, Fernand Grenier est chargé de la reconquête de la ville de Saint-Denis, alors dans le département de la Seine, dont le maire Jacques Doriot, vient d'être exclu du Parti. Aux élections législatives d'avril-mai 1936, Doriot est réélu avec 700 voix d'avance.
En mai 1937, Doriot est révoqué de ses fonctions de maire de Saint-Denis par le ministre de l’Intérieur du Front populaire, Marx Dormoy. Il démissionne de son mandat de conseiller municipal, ce qui entraîne une élection partielle pour l'attribution de cinq sièges de conseillers municipaux vacants. Grenier, secondé notamment par Auguste Gillot, se présente contre lui, et, le 20 juin 1937, la liste communiste l'emporte par 10 552 voix contre 6 547.
Doriot ayant démissionné de son mandat de député, Fernand Grenier se présente aux élections législatives partielles le 1er août 1937 et est élu député de Saint-Denis en battant le remplaçant de Doriot. À la Chambre des députés, il siège à la commission des affaires étrangères et à celle des comptes définitifs et des économies.

### 1939-1944: les années de guerre
Mobilisé en septembre 1939, il est démobilisé près d'Annecy. Avec d'autres députés communistes, il est déchu de son mandat parlementaire le 21 janvier 1940, puis de son mandat de conseiller municipal de Saint-Denis en février 1940.
Fernand Grenier se réinstalle à Saint-Denis, et suivant la politique de semi-légalisation qui est celle du parti jusqu'en octobre 1940, il remet en marche les organisations communistes de la ville sans entrer dans la clandestinité. Il est arrêté le 5 octobre 1940, interné dans le camp aménagé dans un des bâtiments du sanatorium d'Aincourt (Seine-et-Oise), puis à Fontevraud (Maine-et-Loire), et enfin à Châteaubriant (Loire-Inférieure), d'où, sous le pseudonyme de « Julien », il s'évade le 19 juin 1941 en compagnie d'Eugène Hénaff, Henri Raynaud et Léon Mauvais avec l'aide et la complicité de Robert Belbilloud. Il a un contact avec le cheminot Jean Le Gouhir au café Rigaud à Châteaubriant, puis il gagne à vélo la boulangerie Trovalet à Treffieux. Il est hébergé par Marcelle Baron, une résistante nantaise qui l'accueille dans son appartement de Doulon, à côté de Nantes. 
Après avoir difficilement repris contact avec l'appareil clandestin du parti, il est choisi pour représenter le Comité central lors des premiers contacts avec des envoyés de la France libre. Il rencontre ainsi Rémy le 25 novembre 1942, et en sa compagnie, il gagne l'Angleterre en janvier 1943, porteur d'une lettre du CC du Parti communiste et d'une autre de Charles Tillon, dirigeant des Francs-tireurs et partisans (FTPF). Il s'exprime une première fois sur l'antenne de la BBC le 15 janvier 1943. Il représente dès lors les communistes auprès des différentes instances successives de la France libre, mais il ne peut accepter en septembre 1943 un poste de commissaire du Comité français de la Libération nationale (CFLN) proposé par de Gaulle sans l'aval de Jacques Duclos, alors responsable clandestin du parti dans la France occupée. Le Parti communiste présente des exigences pour la participation des communistes au gouvernement provisoire. Un compromis est trouvé le 4 avril 1944 avec la nomination de deux commissaires communistes, François Billoux au commissariat d’État et Fernand Grenier commissaire à l'Air.
Le conflit qui l'oppose à de Gaulle à propos de l'affaire du maquis du Vercors se traduit finalement par son remplacement par Charles Tillon en septembre 1944.

### Droit de vote des femmes
C'est à la suite de l'amendement que Fernand Grenier dépose le 24 mars 1944 à l'Assemblée consultative provisoire à Alger que le droit de vote des femmes est établi en France. L’article 17 précise « Les femmes sont électrices et éligibles dans les mêmes conditions que les hommes ».

### Après la guerre

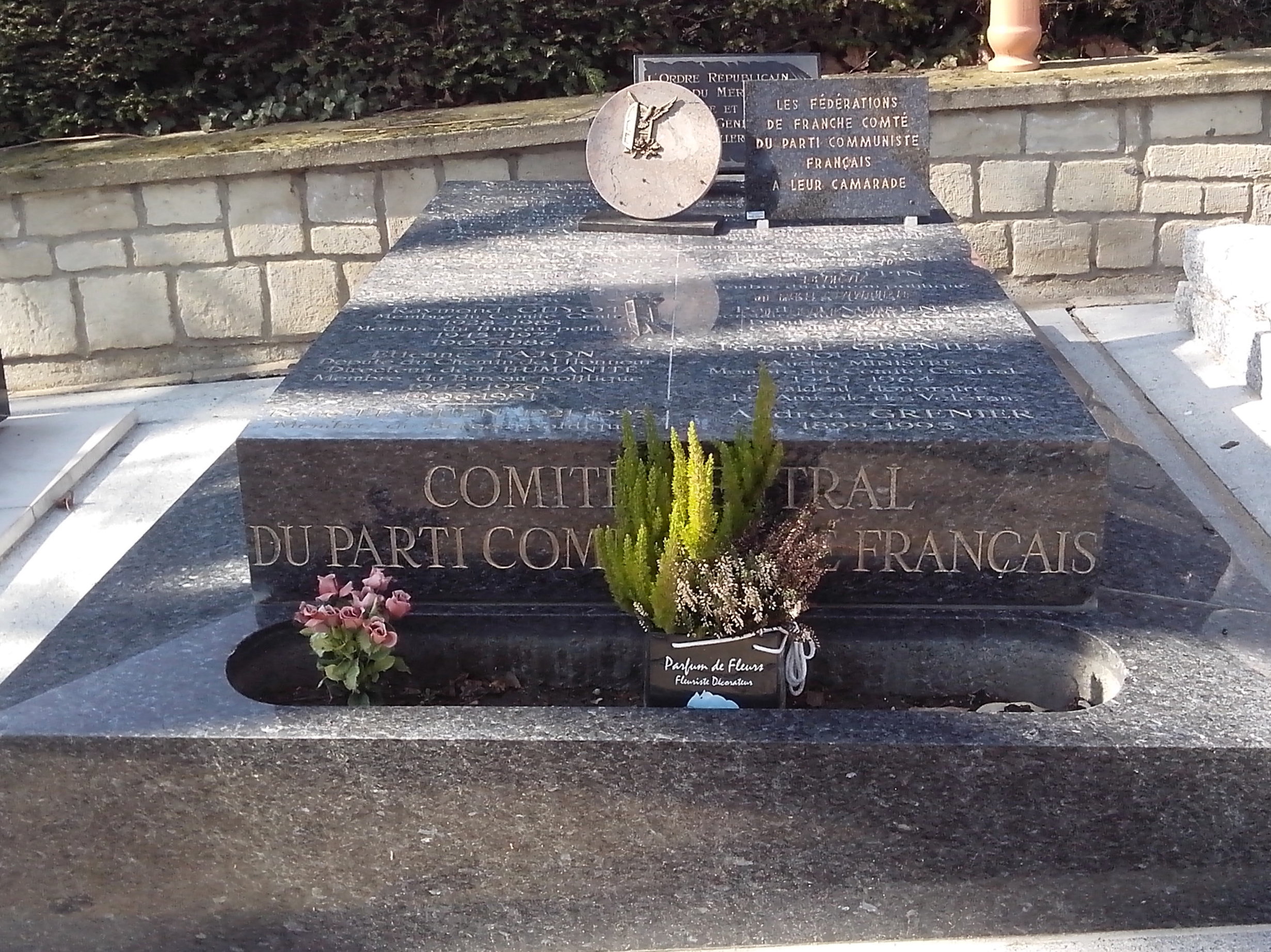
Sépulture de Fernand Grenier au cimetière du Père-Lachaise, 97e division.

Fernand Grenier représente le PCF à l'Assemblée consultative jusqu'en octobre 1945, date à laquelle il est réélu député de la Seine à l'Assemblée constituante, mandat de député qu'il conserve jusqu'en 1968. Il fait partie du comité central du PCF jusqu'en mai 1964. En compagnie de Denise Ginollin, il se rend au ministère de l’intérieur en septembre 1950 pour demander des clarifications à Eugène Thomas sur l'interdiction de certains livres et magazine d'URSS ainsi que celle du journal des socialistes unifié de catalogne Lluita.
Membre du Comité national de l'Association France-URSS, il est toujours resté pro-soviétique.
Ceux qui l'ont connu à Londres pendant la guerre, ou plus tard, dans les instances du Parti communiste ou à Saint-Denis, parlent de lui comme d'un homme au commerce agréable et bon vivant.
Il meurt le 12 août 1992 à Saint-Denis et est inhumé au cimetière du Père-Lachaise (97e division) à Paris.

## Distinctions
- Chevalier de la Légion d'honneur (1982)
- Médaille de la Résistance française avec rosette (31 mars 1947)[13]

## Mandats exécutifs

### Fonction gouvernementale
- Commissaire à l'Air du Comité français de libération nationale, puis du Gouvernement provisoire de la République française (4 avril 1944 - septembre 1944)

### Mandats nationaux
- Député de la Seine - communiste (1er août 1937 - 21 janvier 1940)
- Député de la Seine - communiste (21 octobre 1945 - 2 avril 1967)
- Député de Seine-Saint-Denis - communiste (5 mars 1967 - 30 mai 1968)[3]

## Publications
Parus aux Éditions sociales, Paris :
- Au pays de Staline (1950)
- La Marche radieuse (1951)
- C'était ainsi : souvenirs (1959)
- Ceux de Châteaubriant (1961)
- L'U.R.S.S. au rythme de notre temps (1966)
- Journal de la drôle de guerre : (septembre 1939-juillet 1940), préface d'Étienne Fajon (1969)
- Ce bonheur-là (1974)

## Controverses
Président de l'association France-URSS, Fernand Grenier écrit en 1949 un livre intitulé Au pays de Staline. Il y fait l'éloge du dirigeant de l'Union soviétique, considéré à l'époque d'abord comme le vainqueur de la bataille de Stalingrad, écrivant notamment :

« Que Staline ait pris la part la plus active à l'élaboration des décisions, certes, cela n'est pas douteux ; dans toute direction collective, l'apport de chacun est proportionnel à son expérience et à ses qualités personnelles et Staline se classe incontestablement à la tête de la magnifique équipe des dirigeants soviétiques. [longues citations de Staline] »

— Fernand Grenier, Au pays de Staline, page 81, Éditions sociales 1950.